# Cantone di Chinchipe
Il cantone di Chinchipe è un cantone dell'Ecuador che si trova nella provincia di Zamora Chinchipe.
Il capoluogo del cantone è Zumba.

## Suddivisione
Il cantone è suddiviso in cinque parrocchie (parroquias): Chito, Chonta, El Chorro, Pucapamba e Zumba.